# Éric Ruf
Éric Ruf (* 21. Mai 1969 in Belfort) ist ein französischer Schauspieler, Bühnenbildner, Theater- und Opernregisseur. Seit 1993 spielt Ruf an der Comédie-Française, seit 1998 ist er Mitglied (societaire) und seit 2014 Leiter (Administrateur général) des Hauses.

## Leben und Karriere
Éric Ruf absolvierte ein Studium an der École nationale supérieure des Arts appliqués et des Métiers d’arts (ENSAAMA) und am Conservatoire national supérieur d’Art dramatique. Sein Theaterdebüt gab er 1992 auf dem Festival von Avignon in L’Éducation d’un prince von Marivaux. 1993 erhielt er ein erstes Engagement an der Comédie-Française und hatte dort sein Bühnendebüt am Théâtre du Vieux Colombier in einem Stück von Michel Vinaver.
Ruf hat am Conservatoire national supérieur d’art dramatique und am Cours Florent unterrichtet. Er ist der Bruder des Theater- und Filmregisseurs Jean-Yves Ruf und ist mit der Schauspielerin Florence Viala, ebenfalls von der Comédie-Française, verheiratet.

## Theater (Auswahl)
- 2003: Phèdre von Jean Racine, Regie: Patrice Chéreau; (Rolle des Hippolyt); Théâtre de l’Odéon
- 2006: Cyrano de Bergerac von Edmond Rostand, Bühnenbild und Rolle des Christian; Comédie-Française
- 2008: Maß für Maß von William Shakespeare, Regie: Jean-Yves Ruf; (Angelo); Comédie-Française
- 2012: Peer Gynt von Henrik Ibsen, Regie und Bühnenbild; Comédie-Française
- 2013: Troilus und Cressida von William Shakespeare, Regie: Jean-Eric Ruf, Bühnenbild und Rolle des Ulysses; Comédie-Française
- 2015: 20 000 lieues sous les mers von Jules Verne, für das Theater bearbeitet und Regie von Christian Hecq und Valérie Lesort; Bühnenbild; Comédie-Française
- 2016: Romeo und Julia von William Shakespeare, Regie und Bühnenbild; Comédie-Française
- 2017: Le Misanthrope von Molière, Regie: Clément Hervieu-Léger; Bühnenbild; Comédie-Française

## Oper

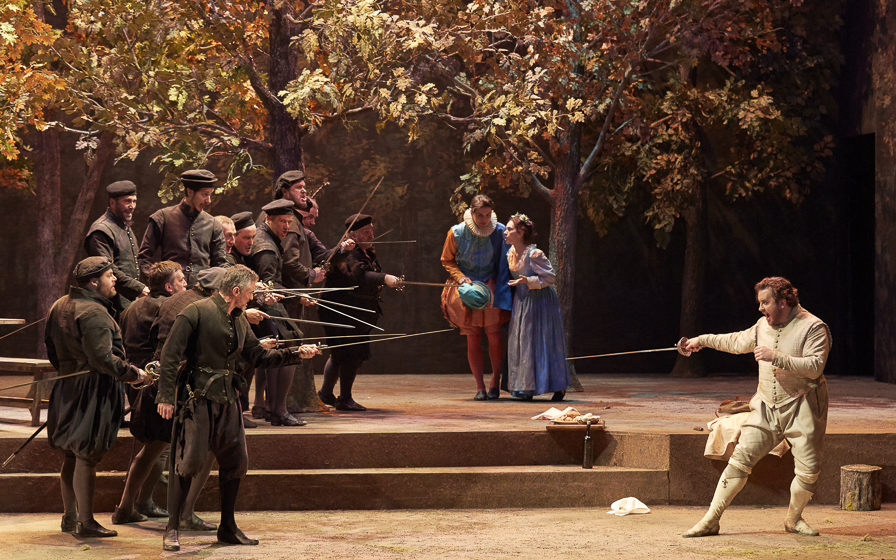
Le Pré aux Clercs, Opéra-Comique, 2015

- 2009: Fortunio von André Messager; Opéra-Comique, Paris; Bühnenbild
- 2014: La clemenza di Tito, Oper von Wolfgang Amadeus Mozart, Théâtre des Champs-Élysées, Paris; Bühnenbild
- 2015: Le Pré aux Clercs; Oper von Ferdinand Hérold, Opéra-Comique, Paris; Regie
- 2017: La Cenerentola, Oper von Gioachino Rossini, Pariser Oper; Bühnenbild
- 2017: Pelléas et Mélisande, Oper von Claude Debussy, Théâtre des Champs-Élysées; Regie[3]
- 2018: Le comte Ory von Gioachino Rossini; Opéra Royale de Wallonie-Liège in einer Koproduktion mit der Opéra Comique und der Opéra royal du château de Versailles; Bühnenbild[4]
- 2024: Le Bourgeois gentilhomme, Komödie von Molière, Musik Jean-Baptiste Lully, Opéra royal du château de Versailles; Bühnenbild

## Filmografie (Auswahl)
Éric Ruf war seit 1995 an über 40 Kino- und Fernsehfilmen als Schauspieler beteiligt.
- 1995: Marie-Louise ou la permission
- 1996: The Proprietor
- 1998: Place Vendôme
- 2006: Der Gehenkte (Le Pendu)
- 2010: Nachtblende (L’homme qui voulait vivre sa vie)
- 2011: Who Killed Marilyn? (Poupoupidou)
- 2011: Auf der Suche nach der verlorenen Zeit (À la recherche du temps perdu, Fernsehfilm)
- 2013: Going Away
- 2015: Drei Schwestern (Les trois sœurs)
- 2019: Intrige (J’accuse)
- 2019: Der Hund bleibt (Mon chien Stupide)
- 2022: Die Linie (La ligne)
- 2023: Die drei Musketiere – D’Artagnan (Les Trois Mousquetaires: D’Artagnan)
- 2023: Die drei Musketiere – Milady (Les Trois Mousquetaires: Milady)

## Auszeichnungen
Im Jahr 1999 wurde Ruf mit dem Prix Gérard-Philipe de la Ville de Paris ausgezeichnet und 2007 mit dem Molière für die Bühnendekoration und die Rolle des Christian in einer Inszenierung des Cyrano de Bergerac an der Comédie-Française durch Denis Podalydès. 2012 erhielt er den Prix Beaumarchais du Figaro und den Grand Prix du syndicat de la Critique als Theaterstück des Jahres für seine Inszenierung des Peer Gynt. Einen weiteren Molière erhielt er 2016 für seine Adaption von Jules Vernes Zwanzigtausend Meilen unter dem Meer.
Éric Ruf ist Commandeur des Ordre des Arts et Lettres.